# 中國工業國際

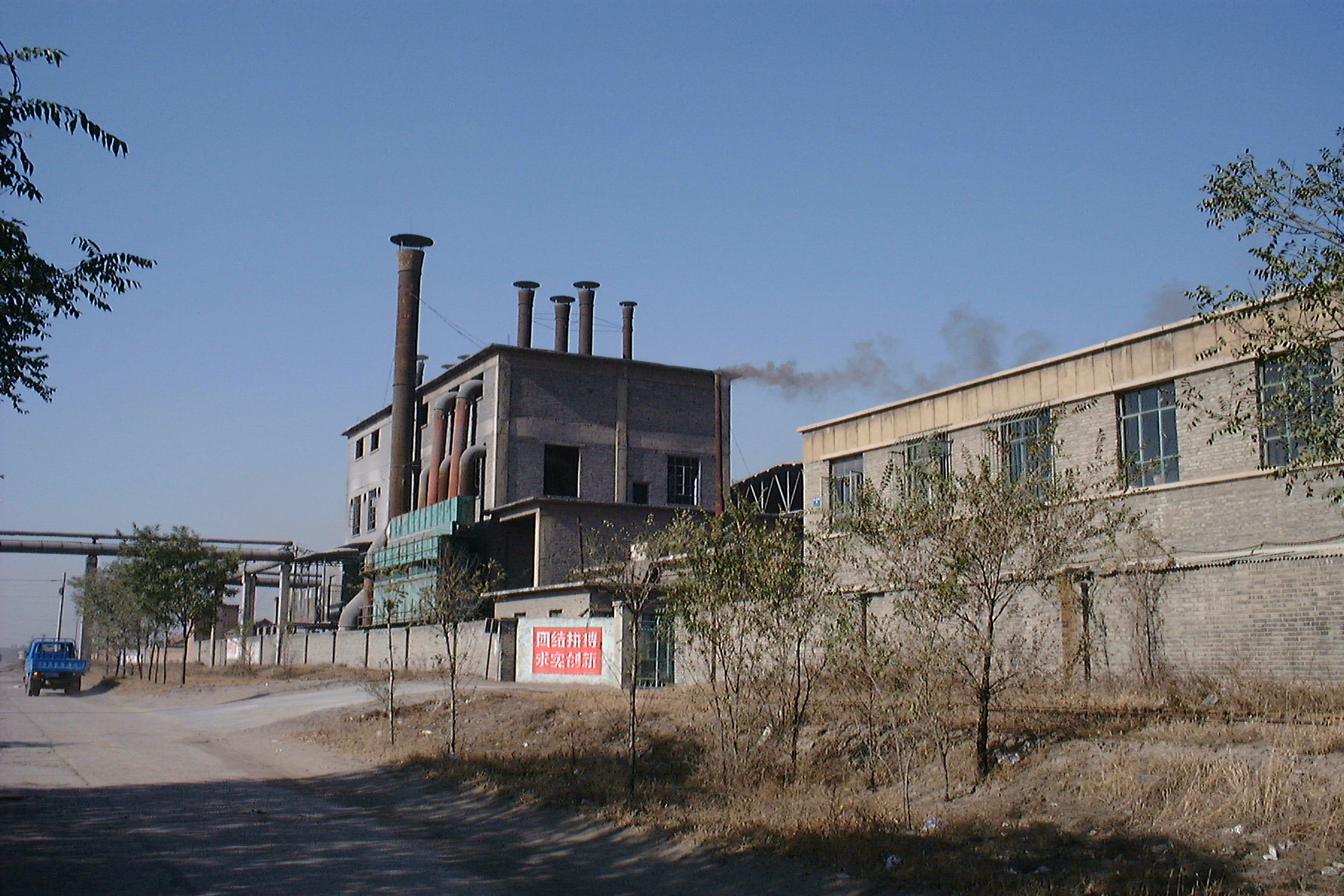
中國工業國際大同鋸木廠

中國工業國際有限公司，簡稱中國工業國際（英語：CHINA INDUSTRIAL INTERNATIONAL CORPORATION LIMITED，港交所除牌時0378.HK），1992年12月15日，則透過中國國際森林資源有限公司作介紹形式上市，當時經營林業和各類工業投資等項目。
到了1995年，被馮家彬（著名作曲家馮穎琪父親）收購，開始轉為經營金融業務，7月13日，更名為金匯投資（集團）有限公司，再在2008年7月27日，更名為事安集團有限公司。

## 外部連結
- 事安集團官方網站